# Лекси Алиджай
Алексис Алиджай Линч (англ. Alexis Alijai Lynch; 19 февраля 1998, Сент-Пол — 1 января 2020, Миннеаполис, Миннесота), более известная под псевдонимом Лекси Алиджай (англ. Lexii Alijai) — американская рэп-исполнительница. Стала известна по участию в записи песни «Jealous» Кейлани, а также по композициям «Broken Telephone» и «Joseph’s Coat».

## Ранняя жизнь
Алексис родилась и выросла в Сент-Поле, штат Миннесота. Она была внучкой музыканта Роджера Траутмана, основателя группы Zapp. Её отец, Роджер Линч, сын Роджера Траутмана, также был музыкантом.
Училась в старшей школе Комо-Парка в районе озера Комо, Сент-Пол. Интересовалась баскетболом, но потом сосредоточилась на своей музыкальной карьере и перевелась в среднюю школу творческих искусств в Миннесоте. Затем поступила в онлайн-школу. В конечном итоге Алексис перестала заниматься своей музыкальной карьерой и начала исполнять кавер-версии песен известных исполнителей, таких как Тупак, Dej Loaf и Дрейк.

## Карьера
Алексис выпустила свой первый микстейп Super Sweet 16s в 2014 году, когда ей исполнилось шестнадцать лет. Её второй микстейп, In the Meantime, был выпущен несколькими месяцами позже, а третий микстейп, Feel∙Less, был выпущен в октябре того же года.
В 2015 году Алексис и рэпер Шон Слоун выпустили совместный микстейп Same Struggle. Different Story. Летом этого года она подружилась с американской певицей Кейлани перед выпуском дебютного коммерческого микстейпа Кейлани You Should Be Here, который достиг высшей позиции под номером 36 в американском чарте Billboard 200. Алексис приняла участие в записи песни «Jealous» из этого микстейпа, которая позже была включена в список песен с недооценённым звучанием, опубликованный на сайте HotNewHipHop. Ангус Уокер, автор этого списка, назвал куплет, исполненный Лекси Алиджай в этой песне, «впечатляющим».
Её четвёртый микстейп, Joseph’s Coat, был выпущен в конце 2015 года. Микстейп включает в себя гостевое участие от Элль Варнер. В 2016 году она выступила на музыкальном фестивале Soundset Music Festival и открывала концерты Playboi Carti, Lil Uzi Vert и Rich the Kid. В том же году она также выпустила ремикс на песню Брайсона Тиллера «Exchange» и песню Meek Mill и Jay-Z «Cold Hearted», которая сопровождалась видеоклипом.
В 2017 году она выпустила ремиксы на песню рэпера Childish Gambino «Redbone» и песню Бейонсе «Me, Myself and I». 8 сентября Алексис выпустила свой первый полноформатный дебютный студийный альбом Growing Pains, в котором затронула такие темы, как уход из школы и поддержание отношений с матерью своего бывшего бойфренда.

## Смерть
Алексис скончалась в отеле Loews Hotels 1 января 2020 в возрасте 21 года. Согласно результатам судебно-медицинской экспертизы, смерть наступила вследствие приёма смеси опиоидных анальгетиков и алкоголя.
19 февраля 2020 года, в день рождения Алексис, было проведено благотворительное шоу в память о Лекси Алиджай, на котором выступила Кейлани.

## Дискография

### Студийные альбомы
| Название      | Детали                                                         |
| ------------- | -------------------------------------------------------------- |
| Growing Pains | - Релиз: 7 сентября 2017 - Формат: Цифровая загрузка, стриминг |

### Микстейпы
| Название        | Детали                                      |
| --------------- | ------------------------------------------- |
| Super Sweet 16s | - Релиз: 2014 - Формат: Стриминг            |
| In the Meantime | - Релиз: 25 августа 2014 - Формат: Стриминг |
| Feel∙Less       | - Релиз: 2014 - Формат: Стриминг            |
| Joseph’s Coat   | - Релиз: 2015 - Формат: Стриминг            |

### Гостевое участие
| Год  | Исполнитель | Трек            | Альбом                      |
| ---- | ----------- | --------------- | --------------------------- |
| 2015 | Кейлани     | «Jealous»       | You Should Be Here          |
| 2020 | Кейлани     | «Lexii’s Outro» | It Was Good Until It Wasn’t |